# Trubbknäppare
Trubbknäppare (Drapetes mordelloides) är en skalbaggsart som först beskrevs av Nicolaus Thomas Host 1789.  Trubbknäppare ingår i släktet Drapetes, och familjen knäppare. Enligt den finländska rödlistan är arten starkt hotad i Finland. Enligt den svenska rödlistan är arten sårbar i Sverige. Arten förekommer i Götaland och Svealand. Artens livsmiljö är naturmoskogar.